# Pere Bernat
Pere Bernat (Camp de Tarragona, segle xiii - Tarragona, 1275) va ser un sacerdot català i canonge a la Seu de Tarragona.
La gran majoria de canonges tarragonins eren membres de la petita noblesa del Camp, ja que això significava un bon referent per la consideració social. Però Pere Bernat procedia de la burgesia. Com a canonge consta documentat des del 1237, i va ser prior i hospitaler del Capítol catedralici, abans de ser Cambrer amb senyoriu sobre la vila de Reus. El càrrec de Cambrer de Reus comportava el domini senyorial d'un terç de la vila, la residència al Castell i la totalitat de la senyoria i els delmes pel que fa al terme parroquial, i estava reservat al canonge cambrer de la catedral de Tarragona. Va aconseguir aquesta dignitat el 1254, tot i que el seu antecessor Benet de Rocabertí havia deixat oficialment el càrrec el 1252 en ser nomenat arquebisbe, però l'havia retingut per una autorització papal. La seva actuació com a Cambrer de Reus va ser sempre la d'un fidel partidari de l'arquebisbe de Tarragona, en les lluites que aquest va tenir contra el Capítol de la catedral. Cal indicar que no era una lluita solitària de l'arquebisbe contra tot el Capítol, sinó que de fet, els canonges estaven dividits en dos bàndols: un, encapçalat pel Paborde, que en aquell moment era Arnau Gibot, oncle de Pere Bernat, i l'altre encapçalat per l'arquebisbe, i on li feia costat, entre altres canonges, el Cambrer Pere Bernat.
A Reus hi havia també dos bàndols enfrontats entre els ciutadans cap al 1262, però les notícies històriques no els defineixen bé. Pere Bernat va ser Cambrer de Reus fins al 1264, quan va ocupar el lloc que havia deixat vacant per defunció el seu oncle Arnau Gibot, i va passar a ser Paborde. Va succeir-lo a la cambreria de Reus Guillem de Banyeres. Amb el càrrec de paborde, Pere Bernat era també senyor de La Selva del Camp. En aquesta època, Pere Bernat no només va tenir problemes per mantenir la pabordia, sinó que es va enfrontar diverses vegades amb el seu antic aliat, l'arquebisbe Benet de Rocabertí, que fins i tot el va excomunicar. Per raons confuses, Pere Bernat va renunciar a la Pabordia en favor de l'arquebisbe Bernat d'Olivella cap al 1273. Pere Bernat va morir a Tarragona el 1275.